# Liu Tai-Ping
Liu Tai-Ping (chinesisch 劉太平, Pinyin Liú Tàipíng; * 18. November 1945) ist ein taiwanischer Mathematiker, der sich mit Partiellen Differentialgleichungen befasst.

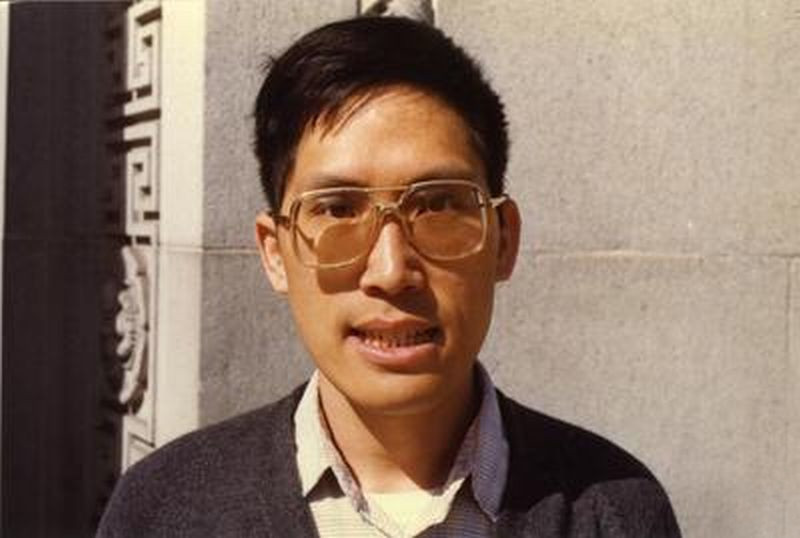
Liu Tai-Ping, Berkeley 1980

Liu studierte Mathematik an der Nationaluniversität Taiwan (Bachelor-Abschluss 1968), erhielt seinen Master-Abschluss 1970 an der Oregon State University und wurde 1973 an der University of Michigan bei Joel Smoller promoviert (Riemann problem for general 2 × 2 systems of conservation laws). Danach war er Professor an der University of Maryland, ab 1988 an der New York University und ab 1990 an der Stanford University, an der er inzwischen emeritiert ist. Seit 2000 ist er Distinguished Research Fellow an der Academia Sinica. Er ist Fellow der American Mathematical Society.
Er befasst sich mit nichtlinearen partiellen Differentialgleichungen, hyperbolischen Erhaltungssätzen, Stoßwellen, der Boltzmann-Gleichung und Gleichungen der Gasdynamik.
1979 wurde er Forschungsstipendiat der Alfred P. Sloan Foundation (Sloan Research Fellow). 1998 hielt er die DiPerna-Vorlesung. 1992 wurde er Mitglied der Academia Sinica. 2002 war er Invited Speaker auf dem Internationalen Mathematikerkongress in Peking (Shock Waves).

## Schriften
- Hyperbolic and viscous conservation laws, CBMS Regional Conference, SIAM 2000
- Admissible solutions of hyperbolic conservation laws, Memoirs AMS, Nr. 240, 1981.
- Nonlinear stability of shock waves for viscous conservation laws, Memoirs AMS, Nr. 328, 1985
- mit Y. Zeng Large time behavior of solutions of general quasilinear hyperbolic-parabolic systems of conservation laws, Memoirs AMS, Nr. 599, 1997
- Herausgeber mit Heinrich Freistühler, Anders Szepessy Advances in the theory of shock waves, Birkhäuser  2001